# Coruperea alegătorilor
Coruperea alegătorilor reprezintă infracțiunea prin care politicienii se folosesc de mijloace ilicite pentru a-i convinge pe alegători să îi aleagă. 

## Regim juridic

### România
În dreptul român, până la adoptarea Noului Cod Penal, atât fapta comisă, cât și tentativa se pedepseau conform legii. Cu toate acestea, tentativa a fost dezincriminată.